# Calaverit
Calaverit ist ein eher selten vorkommendes Mineral aus der Mineralklasse der „Sulfide und Sulfosalze“ mit der chemischen Zusammensetzung AuTe2 und ist damit chemisch gesehen ein Gold(I)-tellurid aus der mit den Sulfiden verwandten Stoffgruppe der Telluride.
Calaverit kristallisiert im monoklinen Kristallsystem und entwickelt meist blättrige oder kurzprismatische, längs gestreifte und flächenreiche Kristalle, kommt aber auch in Form körniger bis massiger Aggregate vor. Das Mineral ist stets undurchsichtig (opak) und zeigt auf den Oberflächen der messinggelben bis silberweißen Kristalle einen metallischen Glanz. Seine Strichfarbe ist dagegen grünlich bis gelblichgrau.
Mit einer Mohshärte von 2,5 bis 3 liegt Calaverit an der Grenze zu den mittelharten Mineralen. Er lässt sich mit einem Fingernagel nicht mehr ritzen, jedoch leichter als das Referenzmineral Calcit (Härte 3) mit einer Kupfermünze.

## Etymologie und Geschichte
Calaverit wurde zuerst in der Stanislaus Mine bei Carson Hill im Calaveras County (Kalifornien) in den Vereinigten Staaten gefunden. Die Erstbeschreibung erfolgte 1868 durch Friedrich August Genth, der die entsprechenden Mineralproben von I. Adelberg und Louis Beckers sowie Jas. B. Hodgkin und E. Balbach, Sen. erhielt. Genth fand neben dem neuen Mineral Calaverit, dass er nach dessen Typlokalität benannte, noch vollkommen reinen Altait und hoch goldhaltigen Hessit (Petzit).
Da der Calaverit bereits lange vor der Gründung der International Mineralogical Association (IMA) bekannt und als eigenständige Mineralart anerkannt war, wurde dies von ihrer Commission on New Minerals, Nomenclature and Classification (CNMNC) übernommen und bezeichnet den Calaverit als sogenanntes „grandfathered“ (G) Mineral. Die seit 2021 ebenfalls von der IMA/CNMNC anerkannte Kurzbezeichnung (auch Mineral-Symbol) von Calaverit lautet „Clv“.
Ein Aufbewahrungsort für das Typmaterial des Minerals nicht dokumentiert.

## Klassifikation
In der veralteten 8. Auflage der Mineralsystematik nach Strunz gehörte der Calaverit zur Mineralklasse der „Sulfide und Sulfosalze“ und dort zur Abteilung „Sulfide mit M : S < 1 : 1“, wo er gemeinsam mit Kostovit, Krennerit, Montbrayit, Nagyágit und Sylvanit in der Gruppe „Gold-Silber-Telluride“ mit der Systemnummer II/C.04 steht.
In der zuletzt 2018 überarbeiteten Lapis-Systematik nach Stefan Weiß, die formal auf der alten Systematik von Karl Hugo Strunz in der 8. Auflage basiert, erhielt das Mineral die System- und Mineralnummer II/D.16-040. Dies entspricht ebenfalls der Abteilung „Sulfide mit dem Stoffmengenverhältnis Metall : S,Se,Te < 1 : 1“, wo Calaverit zusammen mit Honeait, Kostovit, Krennerit und Sylvanit eine unbenannte Gruppe mit der Systemnummer II/D.16 bildet.
Die von der International Mineralogical Association (IMA) zuletzt 2009 aktualisierte 9. Auflage der Strunz’schen Mineralsystematik ordnet den Calaverit dagegen in die Abteilung „Metallsulfide mit M : S ≤ 1 : 2“ ein. Diese ist zudem weiter unterteilt nach dem genauen Stoffmengenverhältnis und den in der Verbindung vorherrschenden Metallen. Das Mineral ist entsprechend seiner Zusammensetzung in der Unterabteilung „M : S = 1 : 2; mit Cu, Ag, Au“ zu finden, wo es als einziges Mitglied eine unbenannte Gruppe mit der Systemnummer 2.EA.10 bildet.
In der vorwiegend im englischen Sprachraum gebräuchlichen Systematik der Minerale nach Dana hat Calaverit die System- und Mineralnummer 02.12.13.02. Das entspricht ebenfalls der Klasse der „Sulfide und Sulfosalze“ und dort der Abteilung „Sulfidminerale“. Hier findet er sich innerhalb der Unterabteilung „Sulfide – einschließlich Seleniden und Telluriden – mit der Zusammensetzung AmBnXp, mit (m+n) : p = 1 : 2“ in der  „Krenneritgruppe“, in der auch Krennerit, Sylvanit und Kostovit eingeordnet sind.

## Chemismus
Die idealisierte, theoretische Zusammensetzung von Calaverit besteht aus 43,56 Gew.-% Gold (Au) und 56,44 Gew.-% Tellur (Te). Bei natürlichen Calaveritproben finden sich allerdings oft geringe Fremdbeimengungen von Silber. Genth selbst konnte bei seinen Analysen des Typmaterials aus der Stanislaus Mine einen Silbergehalt zwischen 3,08 und 3,52 % nachweisen. Bei Mineralproben aus Cripple Creek (Colorado) in den USA fanden sich durchschnittlich 0,77 % und aus Kalgoorlie in Australien 0,60 % Silber.

## Kristallstruktur

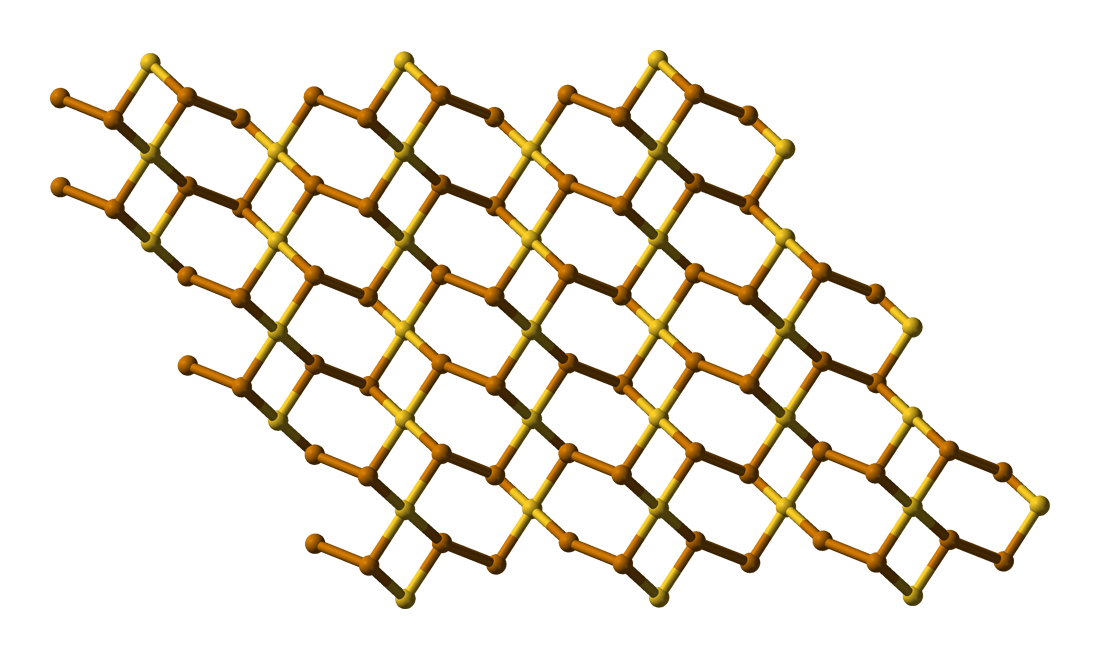
Ausschnitt des Kristallgitteraufbaus von Calaverit

Nach der klassischen Mineralogie kristallisiert Calaverit im monoklinen Kristallsystem in der Raumgruppe C2/m (Raumgruppen-Nr. 12) mit den Gitterparametern a = 7,182 bis 7,1947 Å; b = 4,402 bis 4,4146 Å; c = 5,056 bis 5,0703 Å; β = 89,99 bis 90,038° sowie vier Formeleinheiten pro Elementarzelle. Allerdings wurde 1931 entdeckt, dass sich seine Kristallflächen nicht mit ganzen Zahlen nach dem Gesetz der rationalen Indizes von René-Just Haüy (siehe auch Millersche Indizes) beschreiben lassen.
Calaverit gehört damit zu den Aperiodischen Kristallen.

## Eigenschaften
Vor dem Lötrohr färbt Calaverit die Flamme blaugrün und es entwickelt sich weißer Rauch. Auf Kohle entsteht ein Goldkorn und im Glasrohr Sublimate aus schwarzem Tellur und gelblichweißer Telluriger Säure.

## Bildung und Fundorte

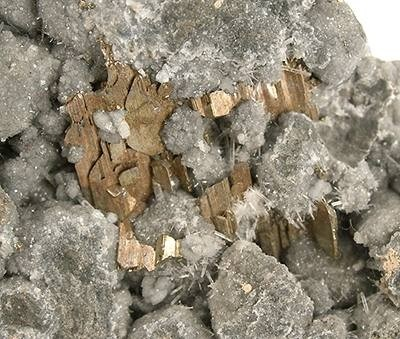
Blättriger Calaverit in Quarz aus der Doctor Mine (Jackpot Mine), Cripple Creek District, Teller County, Colorado, USA

Calaverit bildet sich hydrothermal in goldhaltigen Gängen. Als Begleitminerale können Altait, Coloradoit, Krennerit, Rickardit und weitere Telluride sowie Arsenopyrit, Pyrit, Sphalerit, Stibnit, Tennantit, Tetraedrit und andere Sulfide auftreten.
Als eher selten vorkommende Mineralbildung kann Calaverit an verschiedenen Fundorten zum Teil zwar reichlich vorhanden sein, insgesamt ist er aber wenig verbreitet. Als bekannt gelten weltweit bisher rund 400 Fundorte. Außer an seiner Typlokalität, der Stanislaus Mine bei Carson Hill, trat das Mineral in Kalifornien noch in den nahe gelegenen Gruben Melones und Morgan-Melones sowie in der French and Wood Mine bei Altaville im Calaveras County; in der Darling Mine bei Spanish Flat im El Dorado County und in der Golden Rule Mine bei Jamestown im Tuolumne County auf.
Bekannt aufgrund bedeutender Vorkommen von Calaverit zusammen mit Hessit ist zudem Cripple Creek. In der ebenfalls im Teller County von Colorado gelegenen Cresson Mine fanden sich zudem Calaveritkristalle von bis zu einem Zentimeter Durchmesser entdeckt.
Weitere bekannte Fundorte in den USA sind Juneau in Alaska, Bisbee in Arizona, sowie einige Fundpunkte in Georgia, Montana, Nevada, New Mexico, North Carolina, South Dakota, Utah, Washington und Wisconsin.
In Deutschland ist bisher kein Fundort für Calaverit dokumentiert.
Der bisher einzige bekannte Fundort in Österreich ist der Annastollen, eine ehemals reichhaltige Goldlagerstätte mit Uran-Anreicherungen in den Bergehalden, etwa 2,5 km nordöstlich vom Mitterberg in der Gemeinde Mühlbach am Hochkönig im Salzburger Land.
Auch in der Schweiz kennt man Calaverit bisher nur aus einem Fundort und zwar von der Alpe Formazzolo (Formazzöö) mit goldhaltigen Quarzgängen nahe Cevio im Tessiner Valle Maggia.
Weitere Fundorte mit größeren Vorkommen liegen unter anderem in Australien, Chile, China, Finnland, Kanada und Russland.

## Verwendung
Calaverit ist ein unbedeutendes Erz zur Gewinnung von Gold.